# Ruju ash-sheij
Rujūʻ al-shaykh ilá ṣibāh fī al-quwwah ʻalá al-bāh (en árabe, رجوع الشيخ إلى صباه في القوة على الباه), traducido al castellano como «el regreso del anciano a su juventud fuerte y desmesurada», es un libro erótico escrito por el imán turco Ibn Kemal e impreso en el año 1497 d. C (903 A.H). Se considera una obra excepcional de la literatura otomana.
El libro se divide en dos partes, y cada una consta de treinta capítulos. La primera parte está dedicada a la masculinidad, mientras que la segunda hace lo propio con la feminidad.
Ruju al-shaykh explícitamente describe todas las formas del acto sexual entre hombres y mujeres, y además trata temas como los afrodisíacos, los anticonceptivos y temas similares. En tono pedagógico, explica la importancia del juego previo, diversas técnicas y la etiqueta. Ciertos capítulos tratan la pederastia, la homosexualidad masculina y femenina, la bestialidad, el agrandamiento del pene y la masturbación.